# Ричивул (гміна)
Гміна Ричивул (пол. Gmina Ryczywół) — сільська гміна у північно-західній Польщі. Належить до Оборницького повіту Великопольського воєводства.
Станом на 31 грудня 2011 у гміні проживало 7382 особи.

## Територія
Згідно з даними за 2007 рік площа гміни становила 154.54 км², у тому числі:
- орні землі: 71.00%
- ліси: 22.00%

Таким чином, площа гміни становить 21.69% площі повіту.

## Населення
Станом на 31 грудня 2011:
| Опис     | Загалом | Загалом | Чоловіки | Чоловіки | Жінки | Жінки |
| -------- | ------- | ------- | -------- | -------- | ----- | ----- |
| одиниця  | осіб    | %       | осіб     | %        | осіб  | %     |
| все      | 7382    | 100     | 3690     | 49.99    | 3692  | 50.01 |
| міське   | 0       | 100     | 0        |          | 0     |       |
| сільське | 7382    | 100     | 3690     | 49.99    | 3692  | 50.01 |

## Сусідні гміни
Гміна Ричивул межує з такими гмінами: Будзинь, Оборники, Полаєво, Роґозьно, Чарнкув.